# Dario Mangiarotti
Dario Mangiarotti, född 18 december 1915 i Milano, död 9 april 2010 i Lavagna, var en italiensk fäktare.
Mangiarotti blev olympisk guldmedaljör i värja vid sommarspelen 1952 i Helsingfors.